# Lunnasjön, Halland
Lunnasjön är en sjö i Falkenbergs kommun i Halland och ingår i Ätrans huvudavrinningsområde.